# Бор (Великолукский район)
Бор — деревня в Великолукском районе Псковской области России. Входит в состав сельского поселения «Черпесская волость».
Расположена на севере района, в 58 км к северу от райцентра Великие Луки и в 8 км к северо-востоку от волостного центра, деревни Черпесса.

## Население
Численность населения деревни по состоянию на 2000 год составила 58 жителей, на 2010 год — 43 жителя.